# レバーク・HR100
レバーク・HR100 (Rebaque HR100) は、レバークが1979年のF1世界選手権に投入したフォーミュラ1カー。HR100が決勝に進出したのは1戦のみで、結果はリタイアであった。

## 背景
チーム・レバークはメキシコ人レーサーのヘクトール・レバークが設立したプライベートチームであった。1978年シーズンにロータス・78を購入して参入、1ポイントを挙げコンストラクターズランキング19位になる。1979年、レバークは「78年シーズンの最優秀車」であるロータス・79を購入してシーズンに望んだ。予想に反してレバークは車の性能を生かしてレースで成功を収めることはできなかった。レバークはロータスからのサポートが不足していたことを失敗の原因とし、独自のマシンを開発することを決定した。マシンの製作は外部の企業に委託した。

## HR100
レバーク・HR100はイギリスのプールで、ペンスキー・レーシングによって開発された。責任技術者はジェフ・フェリスであった。その後マシンの開発にはジョン・バーナードが加わった。ペンスキーのエンジニアがマシンの製作を引き継いだ。
HR100は多くの部分で成功したマシンを模倣していた。車の全体的なレイアウトはロータス・79と酷似していた。しかしながらサイドボックスの設計は1979年シーズンでかなりの成功を収めていたウィリアムズ・FW07の影響を受けていた。HR100はグラウンドエフェクトおよび現代的な空力コンポーネントを有していた。駆動部分では革新的なソリューションは無く、コンベンショナルなアルミモノコックにフォード コスワースDFV、ヒューランド製5速ギアボックスを搭載した。
HR100はイタリアグランプリでデビューし、ドライバーはレバーク自身であった。79年シーズン、自身の名を冠したマシンをドライブしたのはエマーソン・フィッティパルディ、アルトゥーロ・メルツァリオと彼のみであった。モンツァのポールポジションはジャン＝ピエール・ジャブイーユが獲得したが、レバークの予選タイムはそれよりも8秒以上遅かった。レバークは予選を通過することはできなかった。続くカナダグランプリでは予選を22位で通過したが、決勝では31ラップ目にサスペンショントラブルでリタイアとなった。最終戦のアメリカグランプリでは再び予選落ちとなった。これがHR100にとっての最後のレースとなった。
レバークの最初の声明に反して、HR100の後継は製作されなかった。レバークは自らのチームで参戦するのを諦め、翌年はシーズン中盤にブラバムに加入した。

## F1における全成績
(key) （斜体はファステストラップ）
| 年     | シャシー        | エンジン                      | タイヤ | ドライバー           | 1   | 2   | 3   | 4   | 5   | 6   | 7   | 8   | 9   | 10  | 11  | 12  | 13      | 14      | 15      | 順位 | ポイント |
| ------ | --------------- | ----------------------------- | ------ | -------------------- | --- | --- | --- | --- | --- | --- | --- | --- | --- | --- | --- | --- | ------- | ------- | ------- | ---- | -------- |
| 1979年 | レバーク・HR100 | フォード コスワースDFV 3.0 V8 | G      | ヘクトール・レバーク | ARG | BRA | RSA | USW | ESP | BEL | MON | FRA | GBR | GER | AUT | HOL | ITA DNQ | USA Ret | CAN DNQ | NC   | 0        |